# Девушка с коробкой
«Девушка с коробкой» — одна из первых работ кинорежиссёра Бориса Барнета. Поставленная с целью пропаганды государственных выигрышных займов, комедия «интересна своими новаторскими попытками в разработке характеров героев, привлекает лиризмом повествования», — значится в титрах фильма. Считается одной из вершин режиссёрского мастерства Барнета.

## Сюжет

Анна Стэн в роли Наташи

Молодая и красивая девушка Наташа Коростелёва (Анна Стэн) живёт в Подмосковье, зарабатывая изготовлением шляп для модного московского магазина. Для обмана домкома, владелица магазина мадам Ирэн (Серафима Бирман) фиктивно прописала Наташу в комнате, которую использовал Николай Матвеевич Трагер, — муж мадам Ирэн (Павел Поль). В поезде девушка встречает молодого парня Илью Снигирёва (Иван Коваль-Самборский), который едет в Москву поступать на рабфак. Наташа решила помочь Илье с проживанием в городе, что и стало завязкой сюжета.

## В ролях
- Анна Стэн — Наташа Коростелёва, модистка-шляпница
- Иван Коваль-Самборский — Илья Гаврилович Снигирёв, муж Наташи
- Павел Поль — Николай Матвеевич Трагер, муж мадам Ирэн
- Владимир Фогель — железнодорожный кассир Фогелев, ухажёр Наташи
- Серафима Бирман — мадам Ирэн, владелица шляпного магазина
- Владимир Михайлов — дедушка Наташи, шляпный мастер
- Ева Милютина — Марфушка, прислуга в магазине

Рекламный киноплакат

## Технические данные
Фильм озвучен в новой редакции Центральной студией детских и юношеских фильмов им. М. Горького в 1968 году.
- Производство: Межрабпом-Русь, Москва, СССР.
- Художественный фильм, чёрно-белый, немой.
- Первый показ в кинотеатре: 19 апреля 1927 года
- Издание на DVD (Россия): RUSCICO (коллекция «Академия»), 2012 год.
- Издание на DVD (США): Входит в DVD «Outskirts and The Girl with the Hatbox». Издатель: Image Entertainment, Inc., Чатсуорт[англ.], Калифорния, США, 2004 (с английскими субтитрами).
- Права принадлежат: общественное достояние. Английский перевод осуществлен Kino International Corporation, 1991 год.

## Статьи и публикации
- Anna Avrekh. The Girl with the Hatbox (англ.) // British Film Institute (BFI) : review at SFSFF 2006. — 2006. Архивировано 27 июня 2017 года.